# Alexander Paischeff
Alexander Paischeff (* 1. März 1894 in Wyborg; † 15. November 1941 in Helsinki) war ein finnischer Maler.
Er studierte 1908 bis 1912 an der Kunstvereins-Zeichenschule in Wyborg, 1912 bis 1914 an der Finnischen Kunstvereins-Zeichenschule in Helsinki und 1914/15 an der Kunstgewerbeschule in Helsinki. 1910 und 1913 hielt er sich zu Studienzwecken in Petersburg auf. 1914 stellte er erstmals in Helsinki aus, in den 1930er Jahren in Russland, Skandinavien und Deutschland. Anfangs malte er vor allem Tiere, später vor allem Landschaften. Er schrieb auch Aufsätze zu finnischen Malern.
Seine Schwester war die Tänzerin Mary Paischeff (1899–1975). In erster Ehe war er 1917/18 mit der Textilkünstlerin Eva Anttila (1894–1993) verheiratet, aus dieser Ehe ging die Tochter Eila (1918–1994) hervor, die als Kunstkritikerin tätig war. 